# Warrior (Alabama)
Pour les articles homonymes, voir Warrior.
Warrior est une ville américaine située dans les comtés de Jefferson et Blount en Alabama.
Selon le recensement de 2010, Warrior compte 3 176 habitants. La municipalité s'étend sur 9,77 milles carrés (25,3 km2), exclusivement des terres.
La ville doit son nom à la Warrior, une rivière qui doit elle-même son nom aux amérindiens.

## Démographie
| 1900  | 1910 | 1920 | 1930 | 1940  | 1950  |
| ----- | ---- | ---- | ---- | ----- | ----- |
| 1 018 | 660  | 568  | 646  | 1 008 | 1 384 |

| 1960  | 1970  | 1980  | 1990  | 2000  | 2010  |
| ----- | ----- | ----- | ----- | ----- | ----- |
| 2 448 | 2 621 | 3 260 | 3 280 | 3 169 | 3 176 |